# Greens and Glantlees

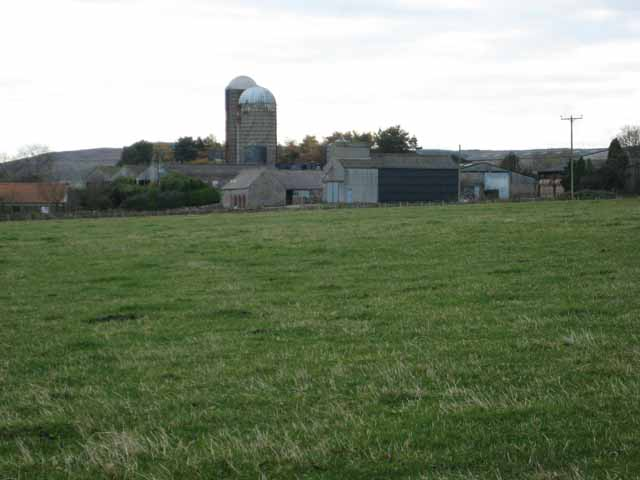
Glantlees

Greens and Glantlees var en civil parish 1866–1955 när det uppgick i Newton on the Moor, (nu Newton-on-the-Moor and Swarland) i grevskapet Northumberland i England. Civil parish var belägen 9 km från Alnwick och hade 16 invånare år 1951.